# Новый Мир (Воронежская область)
Новый Мир — посёлок в Таловском районе Воронежской области России. 
Входит в состав Александровского сельского поселения. 

## История
Основан в 1924 году выходцами из села Александровка.

## География
Расположен в 8 км к северу от районного центра посёлка Толовая. В посёлке имеется одна улица — Светлая.

## Население
| 2010 |
| ---- |
| 65   |